# Bezalel Smotrich
Bezalel Smotrich (hébreu : בְּצַלְאֵל יוֹאֵל סְמוֹטְרִיץ׳), né le 27 février 1980 à Haspin dans le Golan, est un homme politique israélien d'extrême droite dirigeant de Mafdal, le parti du sionisme religieux.
Personnalité politique controversée, notamment pour ses opinions au sujet du judaïsme réformé, des Palestiniens, de l'homosexualité et de la gauche israélienne, il se démarque par des prises de positions d'extrême droite. Il souhaite un État théocratique soumis à la loi religieuse et l'annexion de toute la Palestine historique. En 2022, il mène le Parti sioniste religieux à un score historique. Il est nommé ministre des Finances et ministre au ministère de la Défense dans le gouvernement Netanyahou VI.
En août 2023, il devient président par intérim du nouveau parti Mafdal - sionisme religieux, issu d'une fusion entre les partis Parti sioniste religieux et Le Foyer juif.

## Biographie
Bezalel Smotrich naît le 27 février 1980 à Haspin, une colonie religieuse et un moshav israélien situé dans le sud du plateau du Golan, considérée comme illégale par la majorité de la communauté internationale et territoire syrien selon le droit international. Il grandit cependant à Beit El, une colonie orthodoxe et nationaliste de la région de Binyamin en Cisjordanie, au nord de Jérusalem, elle aussi considérée comme illégale,.
Il a des ancêtres originaires de la ville ukrainienne de Smotrytch, d'où son nom de famille. Il déclare que son grand-père Shimon était un natif de Jérusalem de la treizième génération et à ce titre un vrai Palestinien. Il précise aussi que sa grand-mère Sara est née à Metoula en Haute Galilée, dans une famille de pionniers sionistes. Son père est un rabbin orthodoxe. Smotrich reçoit une éducation religieuse, notamment en étant élève à la yechiva Merkaz Harav et à la yechiva Yashlatz (en), à Jérusalem.

### Parcours dans l'armée et études
À l'âge de 28 ans, il se porte volontaire au sein de l'Armée de défense d'Israël, où il est secrétaire à la division des opérations de l'état-major, c'est-à-dire un jobnik, un terme péjoratif désignant les personnes s'enrôlant dans l'armée et travaillant dans les bureaux.
Il sort ensuite diplômé en droit du collège universitaire d'Ono (en) à Kiryat Ono, et commence une maîtrise en droit public et international de l'université hébraïque de Jérusalem. Bien qu'il ne la termine pas, il est certifié en tant qu'avocat.

### Parcours politique

#### Militantisme
Lors de ses premiers engagements en tant que militant politique, il est arrêté par le service de contre-terrorisme israélien Shin Bet lors des manifestations contre le plan de désengagement de la bande de Gaza en 2005. Soupçonné d'avoir acheté des centaines de litres d'essence pour incendier une autoroute, il est détenu provisoirement pendant trois semaines, sans être inculpé.
Il figure ensuite parmi les dirigeants de Regavim (en), une ONG qui lutte pour interdire les constructions illégales des Arabes et Bédouins israéliens et palestiniens.

#### Député à la Knesset
Lors de la préparation des élections à la Knesset de mars 2015, Bezalel Smotrich obtient la deuxième place sur la liste du Parti sioniste religieux, après le dirigeant du parti Uri Ariel.
Le parti se présente aux élections dans le cadre de la coalition Le Foyer juif, avec Smotrich placé huitième sur la liste pour les élections. Il est élu à la Knesset puisque l'alliance remporte huit sièges.
En décembre 2018, il annonce qu'il défiera Uri Ariel pour la direction du Parti sioniste religieux. Le 14 janvier 2019, il l'emporte face à Uri Ariel par une victoire écrasante.
Lors des élections d'avril 2019, Bezalel Smotrich est réélu à la Knesset avec la coalition de l'Union des partis de droite, placé deuxième sur la liste.
En tant que député, Bezalel Smotrich joue un rôle clé pour légaliser l'annexion des terres palestiniennes et obtenir une loi interdisant aux défenseurs du mouvement Boycott, désinvestissement et sanctions (BDS) de se rendre en Israël,.
Bezalel Smotrich milite pour la ségrégation dans les hôpitaux, estimant que patients juifs et arabes ne doivent pas s'y côtoyer.
Il défend depuis 2017 un plan censé résoudre la question palestinienne, offrant trois choix aux Palestiniens et aux Arabes israéliens : demeurer chez eux sans droit de vote ; partir avec une aide financière ; ou combattre et être exterminés. 
Il est jugé plutôt réactionnaire concernant les droits des femmes, proposant d'étendre la juridiction des cours rabbiniques, compétentes pour les divorces ou les litiges commerciaux, qui, selon la loi juive, ne prennent pas en compte le témoignage d'une femme.

### Ministre des Transports
En juin 2019, Bezalel Smotrich fait campagne pour être ministre de la Justice au sein du quatrième gouvernement de Benjamin Netanyahou, affirmant qu'il sollicite le portefeuille pour « restaurer le système de justice de la Torah ». Néanmoins, Netanyahou se distancie de ses propos et nomme le député ouvertement homosexuel Amir Ohana au portefeuille.
Selon la Treizième chaîne, Smotrich aurait par la suite demandé le ministère des Affaires de la diaspora, mais n'a pas obtenu le poste, en raison des craintes de tendre les liens entre Israël et la diaspora juive.
Bezalel Smotrich est finalement nommé ministre des Transports et de la Sécurité routière le 17 juin 2019 au sein du quatrième gouvernement de Benjamin Netanyahou.
Ses rapports personnels avec Netanyahou sont sans amitié, décrivant ce dernier comme « Un menteur, fils d'un menteur », dans une conversation privée dont l'enregistrement a été diffusé par un média.

### Retour à la Knesset

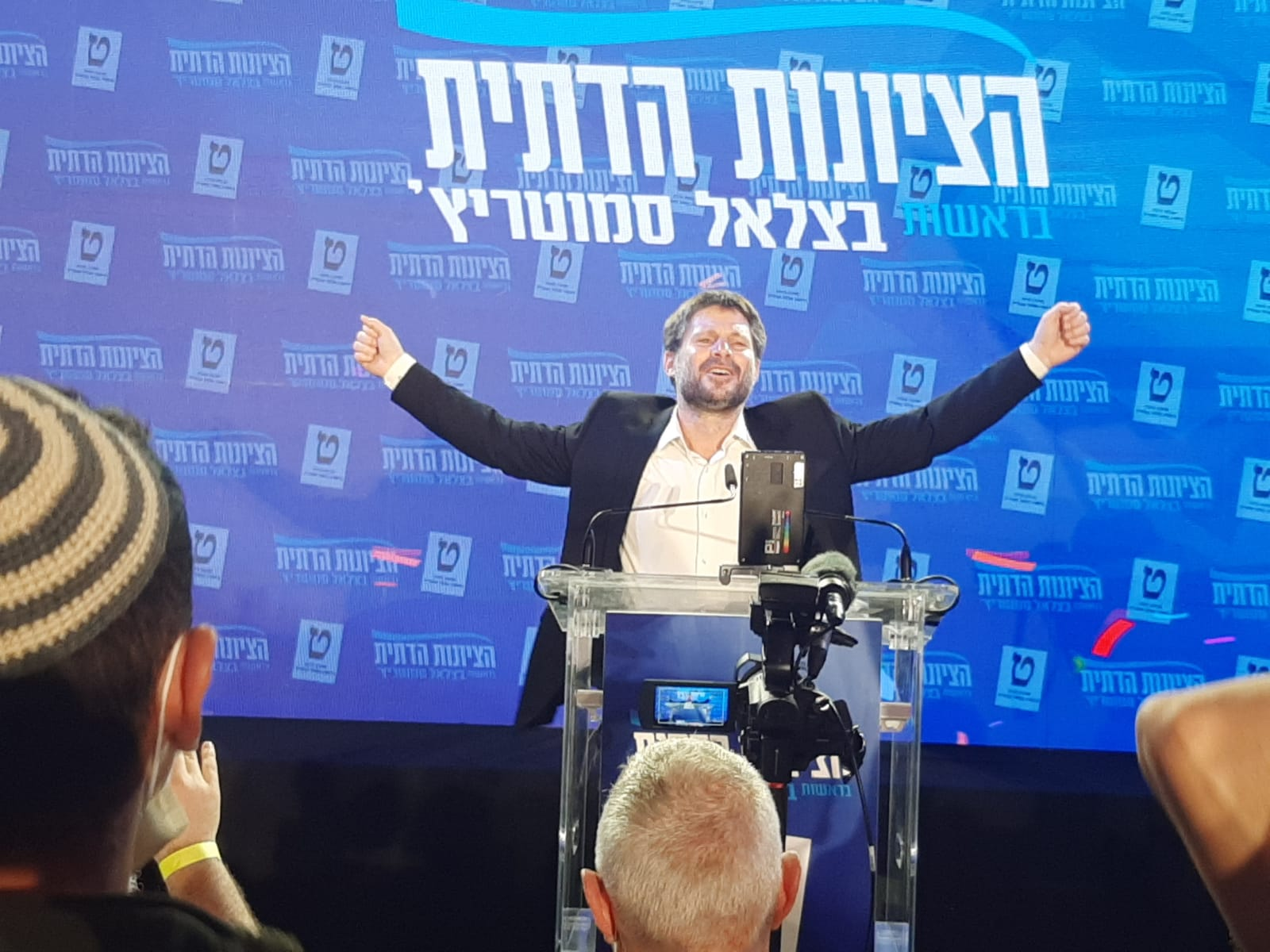
Smotrich victorieux aux élections de 2021

Après la fin du gouvernement en mai 2020, Bezalel Smotrich retourne à la Knesset. Il sera constamment réélu sur l'ensemble des scrutins entre avril 2019 et le 1er novembre 2022.
Lors de ces élections de novembre 2022, Bezalel Smotrich et Itamar Ben-Gvir amènent le Parti sioniste religieux à un score historique, avec 14 sièges, permettant à Smotrich de davantage peser au sein du futur gouvernement, Smotrich réclamant notamment le ministère de la Défense,, Netanyahou souhaitant le nommer aux Finances.

### Ministre des Finances et ministre délégué à la Défense
Il devient ministre des Finances et ministre de la Défense lors du gouvernement Netanyahou VI constitué le 21 décembre 2022.
Au ministère de la Défense, il a pour mission de renforcer l'interdiction de nouvelles constructions palestiniennes en zone C — 60 % de la Cisjordanie entièrement sous contrôle israélien —, et de veiller à la légalisation des centaines de colonies construites sans autorisation gouvernementale. Il souhaite effacer la distinction de droit, entamée de longue date, entre le territoire israélien et les territoires occupés et cantonner les Palestiniens dans des zones de peuplement étriquées, en les privant de terrains agricoles ouverts. Il souhaite ouvertement l'écroulement de l'Autorité palestinienne, qu'il désigne comme une « entité terroriste ».
En tant que ministre des Finances, il fait bloquer des fonds destinés aux villes arabes israéliennes et aux programmes éducatifs de Jérusalem-Est.
Lors de la guerre de 2023 entre Israël et la bande de Gaza, il compte parmi les membres du gouvernement qui plaident en faveur d'une « guerre totale » contre les Palestiniens, tant à Gaza qu'en Cisjordanie. Il tente notamment d'étouffer l'Autorité palestinienne à Ramallah en réclamant le blocage des fonds que l'État israélien prélève au nom de l'Autorité aux frontières des territoires occupés et lui reverse par la suite. Surtout, il encourage les colons dans leurs expéditions punitives en Cisjordanie. Au cours du mois d'octobre 2023, plus de 120 Palestiniens de Cisjordanie, dont 35 enfants, sont tués par les colons et par l'armée, qui protège et prend parfois part à leurs exactions. Il annonce le 29 mars 2024 un nouveau plan de colonisation en Cisjordanie occupée, qui prévoit l'accaparement de 800 hectares de terres palestiniennes. L'objectif est d'étendre les colonies existantes et de contrôler les routes qui les relient. Pour les Palestiniens, tout voyage du nord au sud de la Cisjordanie deviendrait donc presque impossible. Plusieurs dizaines de villages bédouins sont aussi menacés de destruction. Dans un enregistrement obtenu par la presse il dévoile son plan secret pour « une annexion discrète » de l'ensemble de la Palestine. Il appelle par ailleurs, dans un discours public, à la « totale annihilation » de la ville palestinienne de Rafah, attaquée par l'armée israélienne et se prononce pour le blocage de toute aide humanitaire dans la bande de Gaza.
Il annonce en novembre 2024 la planification de l'annexion de la Cisjordanie pour 2025, profitant de l'élection de Donald Trump pour renforcer ce projet controversé,,. Il affirme que 2024 a été une année « record » de démolitions de « constructions arabes » en Cisjordanie. Il se félicite que la bande de Gaza serait « totalement détruite » après la guerre et que la population gazaouie commencerait à « partir en grand nombre vers des pays tiers ».
En juin 2025, Smotrich et son homologue à la Sécurité nationale, Itamar Ben-Gvir, sont sanctionnés par le Canada, le Royaume-Uni, l'Australie, la Nouvelle-Zélande et la Norvège. Ces sanctions sont dénoncées par les États-Unis.
En août 2025, Smotrich se rend à Ma’ale Adumim en Cisjordanie occupée afin de présenter lors d'une conférence de presse un projet d'une nouvelle colonie israélienne appelée « E1 », et durant laquelle il déclare que les Israéliens « continueron[t] à construire une réalité juive. Une réalité qui enterre l’idée d’un État palestinien ». 

## Positionnement
Bezalel Smotrich est suprémaciste juif,,. Il plaide pour l’annexion par Israël de la Palestine, de la Jordanie, du Liban, de l'Égypte, de la Syrie, de l'Irak et de l'Arabie saoudite afin de former le Grand Israël.

## Controverses

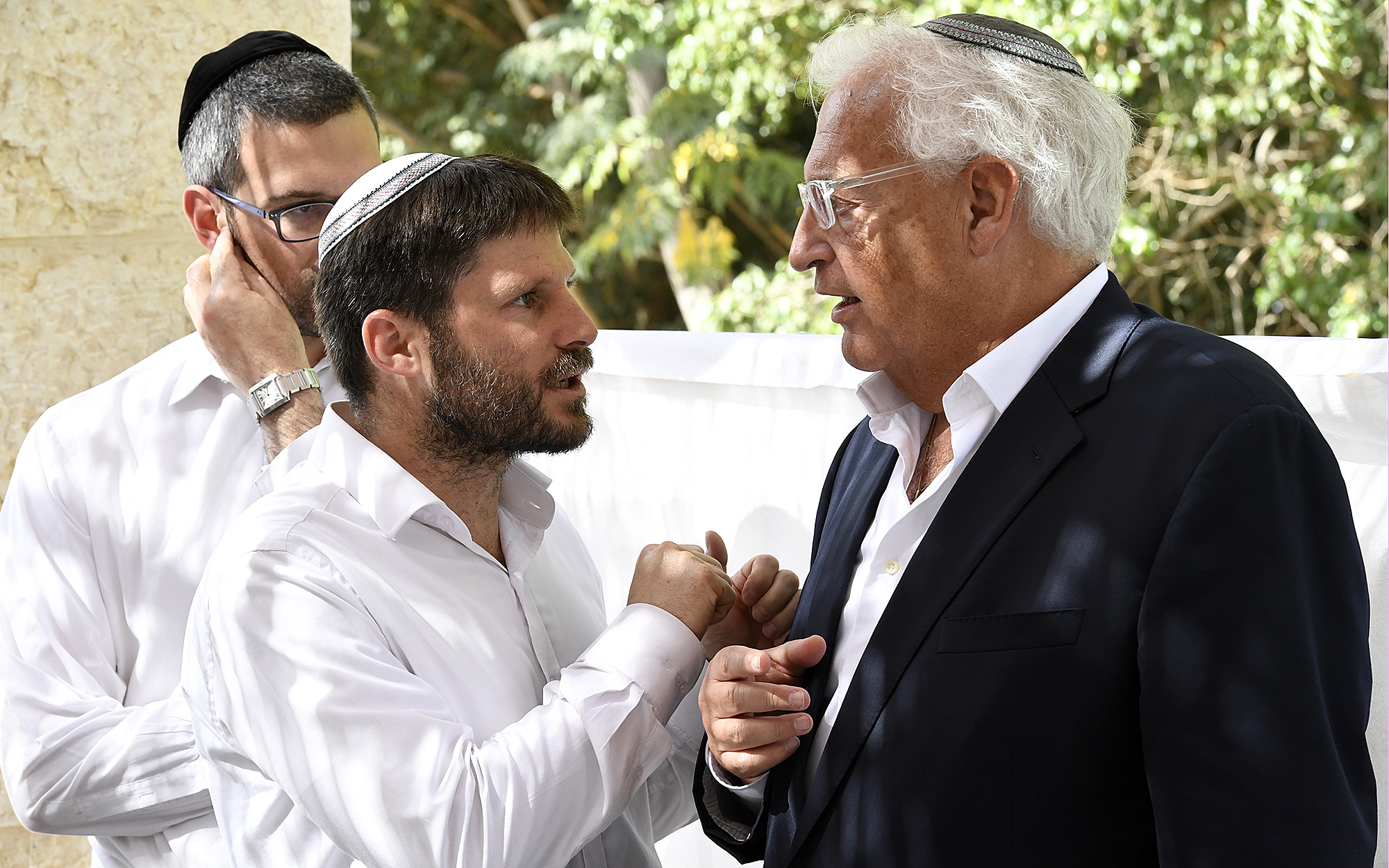
Bezalel Smotrich avec David M. Friedman, l'ambassadeur des États-Unis en Israël lors d'une visite à Sdérot en 2017.

### Propos contre les Arabes israéliens
En juillet 2015, Smotrich a suscité la controverse en déclarant lors d'une réunion de la Knesset que les promoteurs en Israël ne devraient pas avoir à vendre de maisons aux Arabes. La réunion a eu lieu à la suite d'accusations selon lesquelles l'investisseur immobilier Galil Homes aurait refusé de vendre des maisons aux Arabes de Ma'alot-Tarshiha, une ville du nord d'Israël. Smotrich a défendu le promoteur en disant que « quiconque veut protéger le peuple juif et s'oppose aux mariages mixtes n'est pas un raciste. Quiconque veut laisser les Juifs vivre une vie juive sans non-juifs n'est pas un raciste ». Il a ajouté que les Juifs sont ceux qui sont discriminés en Israël parce qu'« ils n'obtiennent pas de terres gratuites dans le Néguev » - une référence aux Bédouins. Il a ensuite déclaré : « Je crois aux paroles de Dieu. Je préfère que les Juifs gagnent leur vie et ne vendent pas une maison à des Arabes ».
En avril 2016, Bezalel Smotrich a tweeté qu'il soutenait la ségrégation des femmes arabes et juives dans les maternités des hôpitaux : « Il est naturel que mon épouse ne veuille pas s'allonger à côté d'une femme qui vient de donner naissance à un enfant qui pourrait vouloir assassiner [notre] bébé dans vingt ans », affirme-t-il,. Les tweets ont été condamnés par plusieurs politiciens israéliens, dont le chef de l'opposition Isaac Herzog et le chef du Foyer juif Naftali Bennett,.
En octobre 2021, il lance aux députés arabes à la Knesset qu'ils sont « ici par erreur. C'est une erreur que Ben Gourion n'ait pas terminé le travail et ne vous ait pas expulsés en 1948 », à la naissance de l'État d'Israël,
En 2024, le Haut-Commissaire de l'ONU aux droits de l'homme, Volker Türk s'est dit « choqué et consterné » par les propos de Bezalel Smotrich, selon lesquels « il serait justifié et moral de laisser mourir de faim 2 millions de Palestiniens à Gaza pour libérer des otages », des propos « qui incitent également à la haine contre des civils innocents », a ajouté Jeremy Laurence (porte-parole du Haut-Commissariat aux droits de l'homme). L'ONU a rappelé « le fait d'affamer des civils comme méthode de guerre est un crime de guerre ».

### Propos en tant que sioniste religieux
En juillet 2016, Smotrich a déclaré qu'il n'était « pas disposé à reconnaître les conversions réformées et leur fausse religion ». Le commentaire est venu après l'adoption d'un projet de loi de la Knesset autorisant les autorités religieuses locales à interdire aux non-orthodoxes d'utiliser les mikvés publics pour les cérémonies de conversion au judaïsme, ce qui contredisait une décision de la Cour suprême,.
En juin 2019, tout en faisant pression pour être nommé ministre de la Justice, Smotrich a déclaré : « Nous voulons le portefeuille de la justice parce que nous voulons restaurer le système de justice de la Torah », et que le pays devrait aspirer à se présenter comme « du temps du roi David »,,.
En août 2019, Smotrich a déclaré : « Nous [les juifs orthodoxes] voudrions tous que l'État d'Israël soit dirigé selon la Torah et la loi juive, c'est juste que nous ne pouvons pas parce qu'il y a des gens qui pensent différemment de nous, et il nous faut s'entendre avec eux »,. L'Union des partis de droite (une alliance de partis de droite, dont Le Foyer juif et le Parti sioniste religieux) a qualifié la réaction négative de « lynchage médiatique », arguant que Smotrich « avait parlé de ses convictions personnelles tout en soulignant qu'il ne pouvait pas les imposer aux autres et que ça ne l'intéressait pas de le faire »,. Cependant, Smotrich avait déclaré : « Le gouvernement prend des décisions qui nous affectent et entravent nos libertés tous les jours; donc, il s'agit simplement de savoir quelles décisions sont dans l'intérêt public suffisamment pour justifier la coercition ... Nous aussi, nous pouvons imposer nos besoins sur d'autres, pourvu que nous soyons nous-mêmes convaincus du bien-fondé de nos revendications ».

### Positions homophobes et anti-LGBT

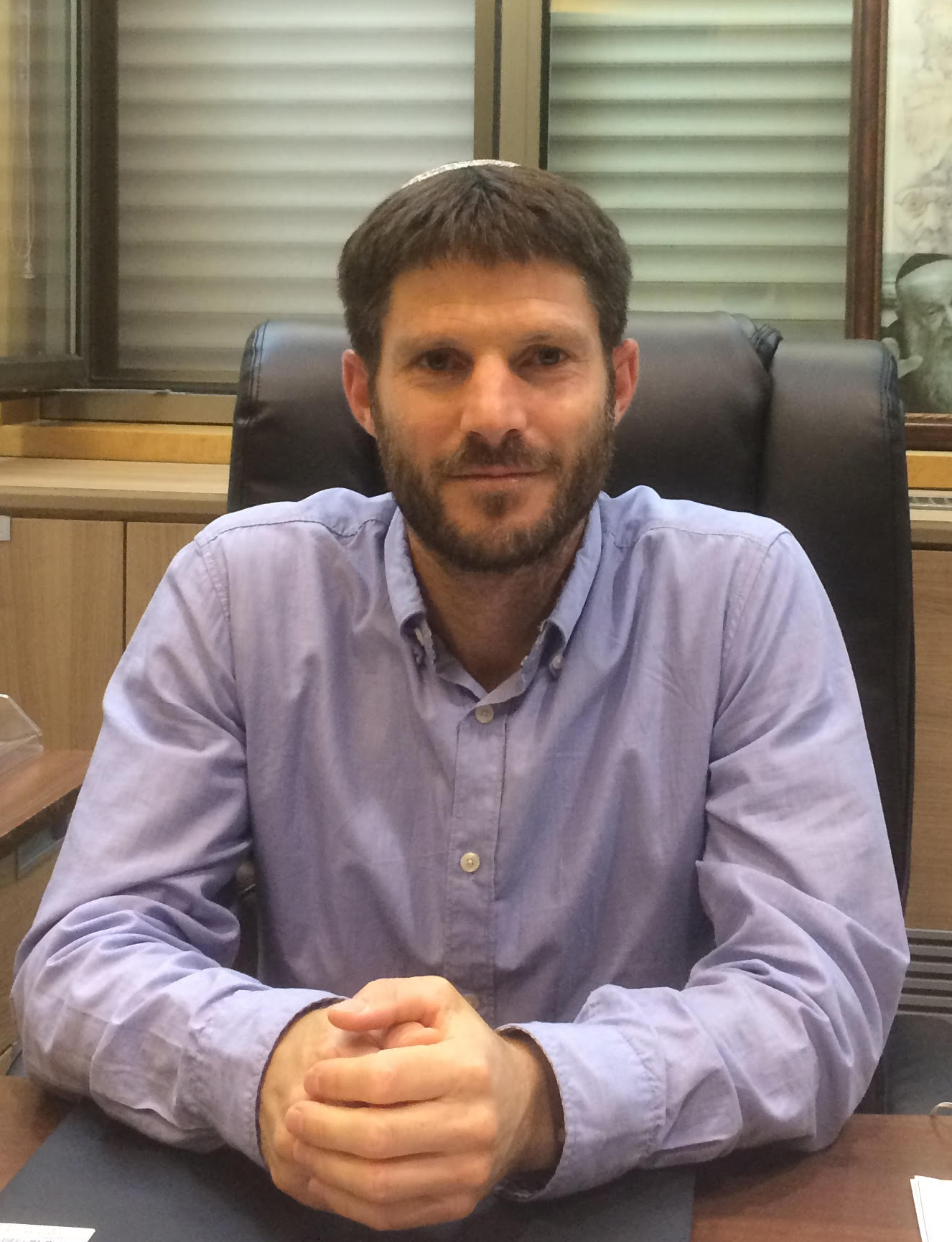
Bezalel Smotrich en 2015

Bezalel Smotrich se décrit comme « un fier homophobe ». Il s'oppose au mariage entre personnes de même sexe et affirme qu'il veut « promouvoir la famille traditionnelle ». En 2006, Smotrich aide à organiser un rassemblement homophobe en opposition au défilé de la marche des fiertés de Jérusalem, dénommé « défilé de bêtes », au cours duquel les participants ont mené des chèvres et des ânes dans les rues.
En 2015, il a qualifié les homosexuels d'« anormaux », déclarant : « À la maison, tout le monde peut être anormal et les gens peuvent former l'unité familiale qu'ils veulent ».
En juillet 2015, après une attaque mortelle au couteau contre une jeune fille lors de la marche des fiertés de Jérusalem, il persiste en qualifiant la marche d'« abomination » et de « défilé de bêtes »,. Le mois suivant, Smotrich accuse les organisations LGBT de contrôler les médias et de faire taire ceux qui partagent ses opinions conservatrices,. Une ONG israélienne, Ometz, a déposé une plainte auprès du Comité d'éthique de la Knesset pour intervenir et enquêter sur les propos homophobes de Smotrich.
En janvier 2023, il déclare être un « fasciste homophobe » mais ne pas vouloir « lapider les gays ».

### Propos envers les Palestiniens
Bezalel Smotrich préconise une politique consistant à tirer pour tuer pour les militaires lorsqu'ils traitent avec des Palestiniens qui lancent des pierres. Lorsqu'on lui a demandé ce qu'il ferait si une autre Intifada éclatait et qu'un enfant palestinien lançait des pierres, il a répondu : « Soit je lui tire dessus, soit je l'emprisonne, soit je l'expulse ».
Smotrich a fait valoir que les agressions contre le peuple ou les biens palestiniens, bien que de nature criminelle, ne doivent pas être classées comme du terrorisme, qu'il a défini comme « la seule violence perpétrée par un ennemi dans le cadre d'une guerre contre nous ». Commentant un cas précis, l'incendie criminel de Douma en 2015, au cours duquel une famille palestinienne de trois personnes a été tuée et pour laquelle un colon juif a été inculpé puis condamné à la perpétuité, Smotrich a déclaré que le fait de qualifier de tels actes de terrorisme cause « une atteinte mortelle et injustifiée aux droits humains et civils ».
En avril 2018, Smotrich tweete qu'Ahed Tamimi, une Palestinienne de 17 ans purgeant une peine de huit mois de prison pour avoir agressé un soldat israélien, et avoir provoqué et interféré avec ce même soldat dans l'exercice de ses fonctions, « aurait dû recevoir une balle, au moins dans la rotule ». Twitter répond en suspendant son compte pendant 12 heures et en lui demandant de supprimer le tweet, affirmant que celui-ci était « abusif » et pouvait inciter au harcèlement. Smotrich a refusé de supprimer le tweet, affirmant que pour Twitter, « la liberté d'expression est réservée à un seul côté de la carte politique », et qu'il s'en tenait à son tweet,.
Après l'attentat palestinien qui a coûté la vie à deux frères israéliens et l'opération de représailles à Huwara menée par des résidents israéliens de Cisjordanie où un Palestinien a été tué, des maisons et des voitures incendiées, Smotrich déclare « Je pense que la ville de Huwara devrait être anéantie. Je pense que c’est l’État d’Israël qui devrait l’anéantir, et non, Dieu nous en préserve, des civils. [...] Huwara est une ville hostile qui est devenue un avant-poste terroriste d’où sont lancées chaque jour des attaques terroristes de jets de pierres et de tirs contre des Juifs. Mais qu’il est interdit, de quelque manière que ce soit, de tenter de faire justice soi-même ». Il se rétracte peu après, en disant ne vouloir viser que les terroristes.
En août 2024, Smotrich estime qu’il pourrait « être justifié et moral » d’ « affamer » la population civile de Gaza pour faciliter la libération des otages enlevés lors des attaques terroristes du 7 octobre 2023 par le Hamas. Une partie de la communauté internationale dont la France considère ces propos comme « scandaleux ». 